# Škoda Czech Open 1994
Škoda Czech Open 1994 byl tenisový turnaj pořádaný jako součást mužského okruhu ATP Tour, který se hrál na otevřených antukových dvorcích štvanického areálu. Konal se mezi 1. až 7. srpnem 1994 v české metropoli Praze jako osmý ročník turnaje.
Turnaj dotovaný 365 000 dolary byl součástí kategorie World Series. Nejvýše nasazeným hráčem ve dvouhře se stal třetí hráč světa Sergi Bruguera ze Španělska, který splnil roli favorita a po finálové výhře nad druhým nasazeným a sedmým mužem klasifikace Medveděvem získal titul. Vybojoval tak druhou z pražských trofejí a závěrečné čtrnácté kariérní vítězství ve dvouhře. Do turnaje vstupoval jako úřadující dvojnásobný šampion Roland Garros. Deblovou soutěž vyhrála česko-švédská dvojice složená z bývalého osmého hráče žebříčku Karla Nováčka a bývalé světové jedničky Matse Wilandera.

## Mužská dvouhra

### Nasazení
| Stát      | Hráč            | ATP | Nasazení |
| --------- | --------------- | --- | -------- |
| Španělsko | Sergi Bruguera  | 3.  | 1.       |
| Ukrajina  | Andrij Medveděv | 7.  | 2.       |
| Česko     | Ctislav Doseděl | 32. | 3.       |
| Rusko     | Andrej Česnokov | 33. | 4.       |
| Španělsko | Àlex Corretja   | 47. | 5.       |
| Španělsko | Albert Costa    | 74. | 6.       |
| Česko     | Karel Nováček   | 51. | 7.       |
| Maroko    | Karim Alami     | 96. | 8.       |

### Jiné formy účasti
Následující hráči obdrželi divokou kartu do hlavní soutěže:
- Jiří Novák
- Bohdan Ulihrach
- David Škoch

Následující hráči postoupili z kvalifikace:
- Félix Mantilla
- Oleg Ogorodov
- Ola Kristiansson
- Alejo Mancisidor

## Mužská čtyřhra

### Nasazení
| Stát                                                          | Hráč          | Stát      | Hráč             | ATP  | Nasazení |
| ------------------------------------------------------------- | ------------- | --------- | ---------------- | ---- | -------- |
| Belgie                                                        | Libor Pimek   | Španělsko | Francisco Roig   | 143. | 1.       |
| Česko                                                         | Vojtěch Flégl | Austrálie | Andrew Florent   | 191. | 2.       |
| Spojené království                                            | Neil Broad    | USA       | Greg van Emburgh | 235. | 3.       |
| Lotyšsko                                                      | Ģirts Dzelde  | Malajsie  | Adam Malik       | 252. | 4.       |
| číslo „ATP“ je součtem žebříčkového postavení obou členů páru |               |           |                  |      |          |

### Jiné formy účasti
Následující pár postoupil do hlavní soutěže z kvalifikace:
- Karim Alami /  Andras Lanyi

## Přehled finále

### Mužská dvouhra
- Sergi Bruguera vs.  Andrij Medveděv, 6–3, 6–4

### Mužská čtyřhra
- Karel Nováček /  Mats Wilander vs.  Tomáš Krupa /  Pavel Vízner, bez boje